# Burgl Färbinger
Burgl Färbinger (poročena Burgl Leo), nemška alpska smučarka, * 10. oktober 1945, Oberau, Nemčija, † 22. maj 2025. 
Nastopila je na olimpijskih igrah v letih 1964 in 1968, najboljšo uvrstitev je dosegla s šestim mestom v slalomu. Na svetovnih prvenstvih je leta 1966 osvojila bronasto medaljo v smuku in četrto mesto v kombinaciji. V svetovnem pokalu je tekmovala dve sezoni med letoma 1967 in 1968 ter dosegla eno zmago in še eno uvrstitev na stopničke. V skupnem seštevku svetovnega pokala se je najvišje uvrstila na sedmo mesto leta 1967.